# Psicologia do consumidor
A Psicologia do Consumidor é uma área da psicologia nos seus inícios. Os indivíduos têm uma constelação de experiências, tendências e genética que afectam as suas percepções e pensamentos, bem como orientam o comportamento e as escolhas. Infelizmente, por vezes, os indivíduos exibem cognições e comportamentos disfuncionais e desadaptativos que atingem o nível de preocupação clínica. Algumas investigações recentes na interface da psicologia clínica e do comportamento do consumidor podem demonstrar como o trabalho em psicologia clínica do consumidor pode aprofundar a nossa compreensão do consumo, bem como da experiência humana em geral. Apesar do potencial valor conceptual e prático da investigação neste nexo, os trabalhos existentes são escassos. 
Um ponto de partida para a psicologia clínica do consumidor é compreender como é que uma determinada perturbação clínica se pode manifestar nos juízos e escolhas do consumidor. Essa investigação aprofundaria tanto as nossas concepções da perturbação, como o próprio comportamento de consumo. Além disso, aprender de que forma os sintomas clínicos podem ser exacerbados ou melhorados pelos comportamentos de consumo também é bastante promissor, tal como o é compreender o papel das próprias comunicações de marketing nos fenómenos clínicos.

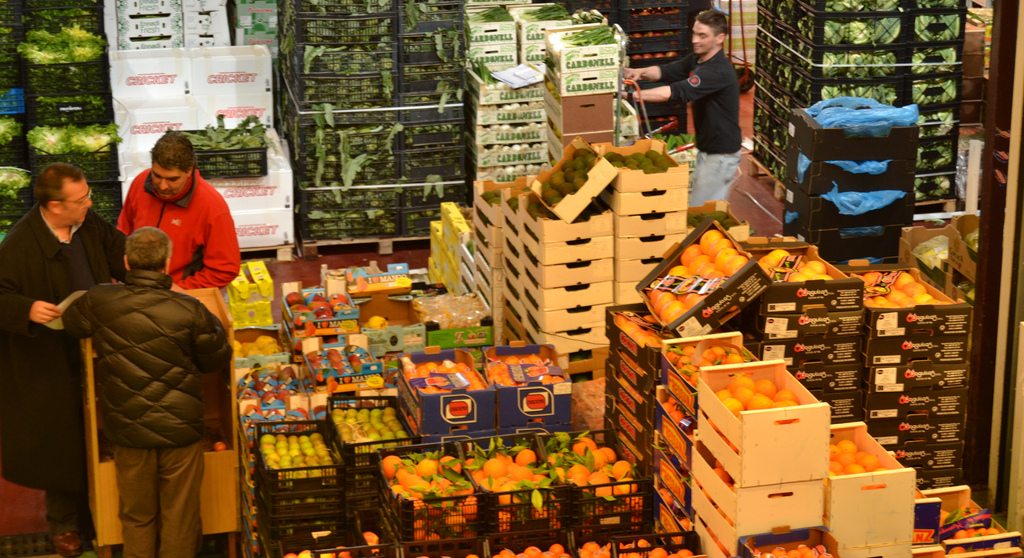
O consumo pode ser visto desde o ponto de vista da terapia psicológica

## Trabalhos recentes ilustrativos em Psicologia Clínica do Consumidor
As condições clínicas que discutimos estão descritas no Manual de Diagnóstico e Estatística das Perturbações Mentais. De um modo geral, se uma condição estiver incluída no DSM-5, a interacção ou relação entre esta e o comportamento de um indivíduo no mercado cairia sob a nossa alçada conceptual, tal como a actividade de marketing que contribui para o seu desenvolvimento ou manutenção. Em contrapartida, os fenómenos subclínicos, por exemplo, a "terapia de retalho" para melhorar um estado de espírito transitório, não seriam um tópico da psicologia clínica do consumidor.
Os exemplos que se seguem são ilustrativos do valor do estudo da psicologia clínica do consumidor e não exaustivos. Em conjunto, reflectem a amplitude dos fenómenos clínicos e dos comportamentos dos consumidores que podem ser frutíferos para os investigadores explorarem.

### Perturbações de ansiedade
A investigação em psicologia clínica considera normalmente as causas, consequências, prevenção e tratamento de doenças. Posavac e Posavac propuseram que os fenómenos clínicos podem também estar associados à vulnerabilidade a tipos específicos de tentativas de marketing persuasivo. Embora existam múltiplas variantes de distúrbios de ansiedade, uma característica comum é que os indivíduos num estado de ansiedade são motivados a procurar melhorar o seu sofrimento. Por conseguinte, os temas de marketing que podem ajudar a reduzir a fonte de ansiedade podem ser recebidos de forma diferenciada e favorável.
Posavac e Posavac centraram-se na perturbação de ansiedade de separação do adulto (ASAD): o medo excessivo de se separar daqueles a quem se está ligado. Exemplos de sintomas de ASAD incluem angústia quando a separação de casa ou das figuras de vinculação é imaginada ou ocorre, preocupação com a ocorrência de algo que levaria à perda ou separação de uma figura de vinculação e medo de estar longe de casa. No estudo de Posavac e Posavac, a sintomatologia do ASAD foi medida e, depois de vários itens de distracção, os participantes analisaram um anúncio que continha ou não um apelo de "regresso a casa" e, em seguida, classificaram as suas atitudes em relação ao anúncio. Os indivíduos com uma sintomatologia elevada de ASAD eram particularmente susceptíveis ao anúncio quando este apelava a casa, mas os que não tinham sintomatologia ou tinham uma sintomatologia mais baixa não o eram. Para além de uma visão sobre a ASAD, este estudo mostra que fenómenos clinicamente relevantes podem afectar as respostas dos indivíduos ao marketing.

### Perturbações relacionadas com o stress
Russell et al. exploraram a relação entre os factores de stress decorrentes do combate e as experiências de destacamento entre os membros militares e as escolhas de consumo quando o destacamento termina. Os fatores de stresse de destacamento, como estar longe de casa e a indisponibilidade de bens, foram associados a mais materialismo e compras compulsivas, mas os fatores de stresse de combate, incluindo ser alvejado e exposto à carnificina durante um combate, demonstraram o padrão oposto. Além disso, Russell et al. relataram que os estressores aumentam a probabilidade de consumo desadaptativo (por exemplo, abuso de substâncias), piorando os resultados de saúde mental, como transtorno de estresse pós-traumático, ansiedade ou depressão. Assim, eles ajudaram a preencher uma lacuna conceitual ao delinear novos fatores de comportamento desadaptativo do consumidor e, de forma mais geral, demonstraram que experiências clinicamente relevantes podem afetar a escolha.

### Perturbações da personalidade
Foi também demonstrado que os fenómenos psicológicos clínicos afectam o julgamento e a tomada de decisões do consumidor. Posavac et al. exploraram a forma como os sintomas de perturbações da personalidade se relacionam com os processos de consumo, incluindo a ponderação de atributos, a troca de características do produto, a escolha e a disponibilidade para pagar. Posavac et al. centraram-se na perturbação da personalidade histriónica (HPD), que se caracteriza por uma emotividade superficial mas excessivamente dramática, um forte desejo de atenção e um comportamento inadequadamente sedutor. Uma maior sintomatologia de HPD estava relacionada com o facto de os consumidores darem mais importância aos atributos que permitem que um produto capte a atenção do seu proprietário, com a probabilidade de escolherem produtos com um forte potencial de chamar a atenção, com o facto de trocarem atributos tangíveis e desejáveis, fundamentais para a função principal do produto, para obterem um produto mais capaz de chamar a atenção do proprietário e com o facto de estarem mais dispostos a pagar por produtos com uma elevada capacidade de chamar a atenção. Embora estes conhecimentos sobre HPD sejam valiosos, a documentação da forma como os fenómenos clínicos podem afectar os processos de julgamento e de tomada de decisão dos consumidores é de maior importância.

### Perturbações de dependência
Os exemplos anteriores demonstram como os fenómenos clínicos podem ter impacto nas respostas ao marketing e nos processos que orientam o julgamento e a escolha do consumidor. Martin et al. adoptaram a perspectiva inversa e exploraram a forma como as mensagens de marketing podem ter impacto nos indivíduos de uma forma clinicamente relevante. Especificamente, descreveram um modelo de dependência e a forma como as pistas de marketing podem afectar, positiva ou negativamente, o facto de os indivíduos se tornarem dependentes de um produto (por exemplo, drogas, álcool) ou serviço (por exemplo, jogos de azar). Martin et al. delinearam quatro fases ao longo de um continuum: não utilização de um produto ou serviço, utilização não viciante, utilização quase viciante e dependência. Além disso, deram exemplos de como o marketing pode levar os indivíduos a aproximarem-se ou a afastarem-se da dependência. Assim, para além de oferecerem uma visão mais profunda de um importante fenómeno clinicamente relevante, ao considerarem o papel do marketing, também foram capazes de identificar as formas como o marketing pode afectar os resultados psicológicos dos indivíduos.
O jogo patológico é um vício comportamental particularmente nefasto do ponto de vista do bem-estar social, porque tem consequências tão destrutivas para a vida das pessoas, e as oportunidades de jogar estão cada vez mais disponíveis. A perturbação do jogo caracteriza-se por um jogo recorrente e incontrolável que perturba a experiência pessoal, familiar e profissional. Curiosamente, existem fortes semelhanças entre a adição de substâncias e a perturbação do jogo, baseadas na sobreposição de factores neurocognitivos de cada dependência. Esta investigação, semelhante ao trabalho sobre o comportamento de compra compulsiva, sublinha a importância de investigar a tomada de decisões quotidianas do consumidor na perspectiva da neurociência clínica e da neuropsicologia.

### Imagem corporal e distúrbios alimentares
Uma grande quantidade de investigação explora o papel das imagens mediáticas de atractividade na imagem corporal das mulheres, bem como a probabilidade de comportamentos alimentares desordenados. O ideal mediático de atractividade feminina é irrealista, com ênfase na magreza. Dado o incentivo financeiro para as empresas apresentarem um ideal que é discrepante das auto-percepções da grande maioria das mulheres e, em seguida, venderem mecanismos para refinar ostensivamente a aparência de uma pessoa e, assim, reduzir a discrepância, predominam as mensagens pouco saudáveis relacionadas com o corpo. Consequentemente, o marketing pode prejudicar psicologicamente os indivíduos.

## Direcções promissoras na psicologia clínica do consumidor
Embora a investigação em psicologia clínica do consumidor até à data seja incipiente, tem um forte potencial para acrescentar valor conceptual e prático. Em seguida, apresentamos 10 questões que acreditamos serem direcções frutíferas para uma nova ciência da psicologia clínica do consumidor. As perguntas são formuladas de forma geral, e de cada uma delas podem derivar inúmeras possibilidades de investigação.

### Como é que os constructos clínicos conduzem as respostas dos indivíduos ao marketing?
As direcções específicas incluem a investigação do que é persuasivo ou motivador para indivíduos com um determinado diagnóstico ou conjunto de sintomas, e se determinados tipos de comunicações são procurados ou evitados. Geralmente, as comunicações que falam de uma motivação, de uma necessidade ou de uma preocupação serão convincentes, ao passo que o marketing que activa a angústia pode ser evitado ou ser pouco eficaz.

### Quais são os papéis dos constructos clínicos nos processos de comportamento do consumidor?
Tal como Posavac et al. demonstraram, os fenómenos clínicos podem ter um papel na condução ou moderação de uma série de processos relevantes para o julgamento e a escolha. Além disso, pode haver diferenças sistemáticas no que é comprado e como em função da sintomatologia clínica. Por exemplo, como é que as opções são geradas para consideração, como é que as alternativas são comparadas e que opção é finalmente escolhida? A investigação neste sentido é extremamente promissora para aprofundar a nossa compreensão tanto das condições clínicas como do comportamento de consumo.

### Como é que os profissionais de marketing podem aproveitar os fenómenos clínicos para aumentar a rentabilidade?
Embora repleta de questões éticas, a compreensão da motivação do consumidor através de uma lente clínica pode levar a uma maior precisão na segmentação e direccionamento, bem como à rentabilidade. Por exemplo, os profissionais de marketing há muito tempo direcionam as comunicações de medicamentos de venda livre para hipocondríacos. Pode haver muitos fenómenos clínicos que se correlacionam com a propensão para considerar e adquirir determinados bens e serviços e que, por conseguinte, podem ser utilizados como base para a segmentação dos consumidores.
Uma possibilidade inversa é que os profissionais de marketing podem usar o conhecimento da psicologia clínica do consumidor para evitar segmentar segmentos vulneráveis. Uma estratégia deste tipo seria eticamente correcta e, provavelmente, também seria fiscalmente sensata devido aos potenciais benefícios de relações públicas de um comportamento empresarial responsável e de evitar a ira das agências reguladoras.

### Como é que os indivíduos utilizam o consumo para aliviar o sofrimento? Por outro lado, o consumo pode exacerbar os sintomas clínicos?
Quando a angústia é sentida ao longo de uma dimensão clínica, os consumidores podem utilizar o consumo de várias formas para aliviar essa angústia. A investigação neste domínio começaria por compreender a natureza da angústia sentida pelos indivíduos com um determinado diagnóstico e, em seguida, consideraria a forma como a escolha e o consumo de produtos e serviços podem reduzir a angústia sentida.
Infelizmente, o consumo pode por vezes reforçar, manter ou exacerbar os sintomas clínicos. Por exemplo, é provável que as mulheres com tendências alimentares restritas vejam material pró-anoréxico quando consomem nas redes sociais devido aos algoritmos de recomendação que combinam o consumo prévio de informação dos utilizadores com o conteúdo sugerido. Uma linha de investigação importante para a psicologia clínica do consumidor no futuro será identificar quando e como o consumo de produtos, serviços e informação pode tornar as inclinações clinicamente relevantes ou as perturbações completas mais intransitórias ou de pior intensidade.

### Existem associações entre fenómenos clínicos e tendências de tomada de decisão do consumidor?
Entre os focos de interesse está a questão de saber se a magnitude de certas tendências no julgamento e na escolha do consumidor está relacionada com a presença ou a extensão de fenómenos clínicos. Por exemplo, Sanchez e Dunning demonstraram que a tendência para tirar conclusões precipitadas, um importante factor de processamento cognitivo desadaptativo entre os esquizofrénicos, está associada a erros de raciocínio, à manutenção de falsas crenças e ao excesso de confiança. É provável que outros fenómenos clínicos estejam relacionados com as tendências documentadas na vasta literatura sobre julgamento e tomada de decisões.

### Como, quando e porque é que o marketing afecta negativamente os indivíduos?
A investigação que documenta as formas como o marketing pode causar danos psicológicos aos consumidores pode ser muito importante, tanto do ponto de vista da ética do marketing, como para compreender as especificidades dos danos que podem ser causados. Um objectivo corolário é identificar quem está em maior risco, e porquê, porque esse conhecimento pode ser útil para facilitar a saúde mental.

### Como é que os conceitos da Psicologia do Consumidor podem contribuir para as intervenções psicológicas clínicas?
A pesquisa nesta área pode ser menos comum porque os psicólogos do consumidor geralmente não são bem versados em tratamentos clínicos. No entanto, Russell et al. e Posavac et al. criaram e testaram intervenções utilizando a literacia mediática e abordagens psicoeducativas para prevenir o abuso de álcool entre os jovens e a perturbação da imagem corporal nas mulheres, respectivamente. A chave para o desenvolvimento de ambas as intervenções foi a compreensão dos processos cognitivos sociais subjacentes que impulsionam cada doença.

### Quando é que o próprio marketing melhora uma situação existente?
O marketing pode contribuir para o conhecimento de como reduzir importantes discrepâncias pessoais, tratar determinadas doenças, e o simples acto de saber que existem opções pode aliviar o sofrimento quando os consumidores sabem que outros partilham a sua condição. Por exemplo, as mensagens directas ao consumidor e os cartões de desconto de receitas médicas podem aumentar a sensibilização para os problemas de saúde mental, bem como para os remédios. Seria importante saber mais sobre quando e como estas actividades de marketing podem ser benéficas para os indivíduos.

### Como é que os danos físicos no cérebro afectam o consumo?
Quais são as consequências para o consumidor de lesões cerebrais traumáticas, acidentes vasculares cerebrais, deficiências cognitivas ligeiras, etc.? Estas questões serão cada vez mais importantes, dada a incidência de traumatismos cranianos relacionados com a guerra, a crescente apreciação da incidência da encefalopatia traumática crónica no desporto e o envelhecimento da população.

### Poderá o comportamento de consumo ser utilizado para melhorar a precisão do diagnóstico e acompanhar o progresso do tratamento?
À medida que o estudo da psicologia clínica do consumo avança, as aprendizagens acumuladas podem ter valor para o tratamento de perturbações. Especificamente, quando surgem padrões nos comportamentos de consumo entre indivíduos com diagnósticos existentes, os clínicos que observam esses comportamentos durante a avaliação de novos pacientes podem ser capazes de desenvolver perfis mais matizados, potencialmente ajudando a precisão do diagnóstico e, particularmente, o diagnóstico diferencial. Além disso, quando determinados comportamentos de consumo resultam de uma condição clínica, a diminuição da frequência ou da extremidade de tais comportamentos pode ser um sinal da eficácia do tratamento em curso e pode, por vezes, ser um objectivo da terapia.

## Conclusão
Esperamos que a definição do paradigma da psicologia clínica do consumidor e o delineamento de um conjunto de questões para investigação futura possam demonstrar o valor conceptual e social que o trabalho neste espaço pode ter. De facto, o desenvolvimento de uma literatura robusta sobre psicologia clínica do consumidor tem um forte potencial para aprofundar a nossa compreensão da experiência humana, bem como para a melhorar.